# Хидр
Хидр (варианты: Хидир, Хизир, Хизр, Хызыр, аль-Хадир; араб. الخضر‎ — букв. «зелёный»‎) — персонаж мусульманской мифологии, вобравший в себя черты разных мифологических персонажей доисламского Ближнего Востока. Отождествляется с безымянным «рабом Аллаха», упомянутым в 18-й суре Корана «Аль-Кахф».

## Иранский эпос
В иранском религиозном эпосе Хидр является полумифическим героем, носителем нравственного начала, который поддерживает и направляет людей на пути добродетели. Особое почитание ему оказывали моряки, видевшие в нём бога-покровителя судоходства. Ему приписывалась вечная, никогда не проходящая юность. Имя его не утратилось и с распространением в Персии ислама; среди мусульман он стал известен под именем Хизра. Несмотря на семитское имя, образ Хидра, как охранителя людей от зла, борца с мрачными силами, заставляет скорее предполагать арийское происхождение этого божества, как более согласующееся с его дуалистическим характером.
Отождествлялся со многими персонажами:
- с Александром Македонским, который играет значительную роль в эпосе персов под именем Искандера (например в «Шахнаме», «Книге царей» поэта Фирдоуси, изложившего в стихах эпические сказания древней Персии[2])[1];
- с неким современником персидского царя Феридуна, прославившегося изгнанием арабов из Ирана[1];
- исламский праведник по имени Хидр;
- с христианским святым Георгием Победоносцем[1].

## Коранический рассказ
Имя Хидра в Коране не упоминается, однако толкователи почти единодушно отождествляют его с «рабом Аллаха», неизвестным наставником пророка Мусы (Моисея), о котором повествует Коран (18:60-82). История о Мусе из суры "Пещера" рассматривает тему руководства и понимания себя на глубоком уровне. Муса, считавший себя самым умным из людей, по легенде, после того как его гордыня была осуждена Богом, искал мудреца, который превзойдет его знания. Он был направлен найти Хидра, также известного как "Зелёный человек".
Муса получил указание взять с собой живую рыбу и отправиться в пустыню, где "два моря встречаются". Там рыба исчезнет, и он найдет своего учителя. Эта история подчеркивает, что руководство требует от нас способности признать, доверять и действовать по внутреннему пониманию, не всегда поддающемуся логическому объяснению, но ощущаемому сердцем как истинное.
Согласно Корану, увидев Хидра, Муса просит разрешения последовать за ним, чтобы тот научил его правильным наставлениям. Хидр ему отвечает, что Муса не сможет проявить необходимое терпение рядом с ним, но соглашается при условии, что Муса не будет спрашивать о его поступках, пока тот сам их не объяснит.
Они идут по берегу моря и проходят мимо корабля. Экипаж корабля узнаёт Хидра и предлагает ему бесплатно подняться на борт. Когда они находятся в лодке, Хидр делает в ней пробоину. А когда Муса замечает, вопрошает и упрекает Хидра за его поступок: «Ты сделал пробоину, чтобы потопить людей на нем? Ты совершил тяжкий поступок!», Хидр упрекает Мусу в том, что тот забыл своё обещание не задавать вопросов. Муса заявляет, что забыл об этом, и просит прощения. Покидая берег моря, они проходят мимо мальчика, которого Хидр хватает за голову и убивает. Муса снова поражен этим поступком и спрашивает Хидра о том, что он сделал. Хидр снова упрекает Мусу за невыполнение своего обещания, Муса извиняется и просит Хидра не продолжать путь вместе с ним, если он снова задаст вопрос Хидру. Они оба идут дальше, пока не наткнутся на деревню. Муса и Хидр просят у жителей деревни еды, но жители отказываются принимать их в качестве гостей. Они видят стену, которая вот-вот рухнет, и Хидр ремонтирует стену. Муса спрашивает Хидра, почему он отремонтировал стену, когда жители отказываются принимать их как гостей и кормить. Муса утверждает, что Хидр мог бы получить плату за свою работу.

Хидр сообщает Мусе, что теперь им придется расстаться, поскольку Муса нарушил свое обещание. Затем Хидр объясняет каждое свое действие. Он сообщает Мусе, что разбил корабль теслом потому, что правитель, царствующий в тех краях, силой захватил все исправные корабли; Хидр создал дефект, чтобы предотвратить захват их корабля силой. Затем Хидр говорит, что он убил ребенка потому, что он бы вырос порочным и неверующим человеком и стал бы притеснять своих верующих родителей. Хидр объяснил, что Бог даст его родителям нового ребёнка, который будет духовно чище и милосерднее к своим родителям. Затем Хидр объясняет, что он починил стену, потому что она принадлежит двум беспомощным детям, чей отец набожен, и Бог желает вознаградить их за благочестие. Хидр утверждает, что под стеной спрятано сокровище, и, отремонтировав стену, она сломается в будущем, и, разобравшись с сломанной стеной, сироты найдут сокровище.

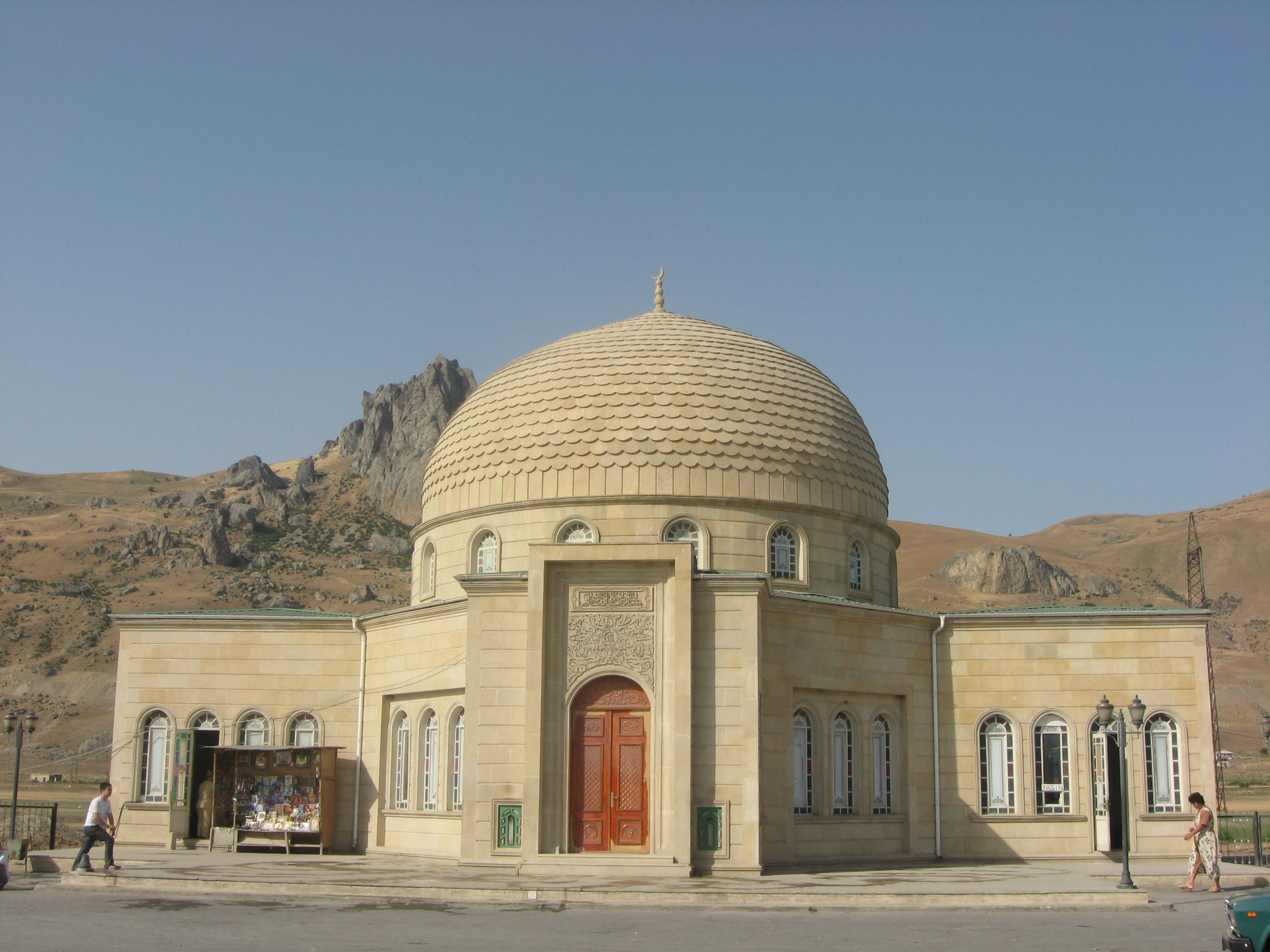
Пир Хизир Зунджа — святое место в окрестностях горы Бешбармаг в Азербайджане

## Легенды о Хидре
- По одной из распространённых легенд, Хидр служил в армии Зуль-Карнайна и помог ему найти источник живой воды в Средней Азии (по другой версии в окрестностях горы Бешбармаг в Азербайджане)[8][9]. По версии Алишера Навои Хызр (Хизр) действительно был сподвижником Александра Македонского, но лишь ему удалось найти живую воду и обрести дар бессмертия. При этом Хидр одет в одеяния зелёного цвета[10].
- В Турции «Днями Хизира» называют тёплый летний сезон года (в противоположность зимним «Дням Касима»), начинающийся 6 мая (Хедерлез) и заканчивающийся 7 ноября[11][12].
- Легендами о Хидре обосновывается восточное гостеприимство, поскольку он может прийти в любом обличье.

## В суфизме
Cуфии верят, что Хидр, также как в свое время Мухаммад, унаследовал божественное знание непосредственно от Аллаха, и с тех пор дух Хидра обучает этому божественному знанию мусульманских мистиков, которые становятся после этого увайси.  Многие мистики, которых, по их словам, обучал Хидр, слывут приближенными к Аллаху, или святыми (авлийа) и становятся ещё при жизни объектом поклонения. Со смертью их могилы превращаются в места паломничества живых.

Мечеть Хазрет-Хызр в начале XX века, Самарканд, Узбекистан

## Мечети Хидра
- В Самарканде находится мечеть Хазрат-Хизр[14]

## В литературе

### Румио Хидре
Когда выберешь своего учителя, соблюдай повиновение;

Следуй за ним, как Муса, которого вёл Хызр.

Прими как должное всё, что делает Хызр, если ты не лицемерен,

Чтобы он не смог сказать: «Здесь мы расстаёмся».

Пусть он ломает лодку, — не промолви ни слова,

Пусть он убивает ребёнка, — не рви на себе волосы.

Когда ты выбрал себе учителя, не будь малодушным;

Не будь мягкотелым как вода и рыхлым как земля.

Если каждый нанесённый тебе удар переполняет тебя обидой,

Как сможешь ты быть чистым зеркалом, не нуждающимся в полировке?

### Иные произведения
К образу Хидра обращается Г. Майринк в романе «Зелёный лик» (1916 год).